# Rubus spribillei
Rubus spribillei är en rosväxtart som först beskrevs av Franz Joseph Spribille, och fick sitt nu gällande namn av Kulesza. Rubus spribillei ingår i släktet rubusar, och familjen rosväxter. Inga underarter finns listade i Catalogue of Life.